# Marzena Sowa
Marzena Sowa (ur. 8 kwietnia 1979 w Stalowej Woli) – polska autorka scenariuszy komiksów. Od 2001 mieszka w Szampanii (Francja).
Studia rozpoczęła na Uniwersytecie Jagiellońskim w Krakowie. Jest absolwentką Uniwersytetu Michel de Montaigne w Bordeaux.
Jest autorką autobiograficznego komiksu Marzi, opowiadającego o Polsce z lat 80. XX wieku obserwowanej z perspektywy kilkuletniej dziewczynki. Dotychczas ukazało się sześć tomów komiksu, wydawanego przez Dupuis. W Polsce wydane zostały  dotąd przez Egmont trzy tomy, obejmujące tomy 1-6 wydania oryginalnego. Autorem rysunków jest Sylvain Savoia, który jest również życiowym partnerem Marzeny Sowy.
10 lipca 2011 Marzena Sowa została Ambasadorem Stalowej Woli.
Po sukcesie wydawniczym komiksu Marzi, który doczekał się tłumaczenia na hiszpański i angielski, rozpoczęła współpracę z innymi rysownikami, między innymi z Sandrine Revel, z którą wydała komiks o dorastaniu w czasach stalinizmu oraz z Krzysztofem Gawronkiewiczem o powstaniu warszawskim. Pierwszy tom tej serii ukazał się w sierpniu 2014.
Marzena Sowa zajmuje się także tłumaczeniem filmów dokumentalnych.

## Scenariusz
- Marzi:
  - Petite Carpe, tom 1, Dupuis, 2005
  - Sur la terre comme au ciel, tom 2, Dupuis, 2006
  - Rezystor, tom 3, Dupuis, 2007
  - Le Bruit des villes, tom 4, Dupuis, 2008 (tirage de tête, Éditions de la Gouttière, 2008)
  - Pas de liberté sans solidarité, tom 5, Dupuis, 2009
  - Tout va mieux…, tom 6, Dupuis, 2011
  - La Pologne vue par les yeux d'une enfant (wydanie zbiorcze, tom 1), Dupuis, 2008
  - Une enfant en Pologne (wydanie zbiorcze, tom 2), Dupuis, 2009
- N'embrassez pas qui voulez, (autorka rysunków Sandrine Revel(inne języki)), Dupuis, 2012
- L'Insurrection:
  - Avant l'orage, (autor rysunków Gawron), tom 1, Dupuis, 2014
- L'histoire de poireaux, de vélos, d'amour et autres phénomènes…, (autor rysunków Aude Soleilhac), Bamboo, 2015